# Philadelphia Songs
Philadelphia Songs är ett studioalbum av Denison Witmer, utgivet 24 september 2002 av Burnt Toast. I Europa utgavs skivan den 19 april 2004 av Bad Taste Records.

## Låtlista
1. "Sets of Keys" - 3:27
2. "I Won't Let You Down" - 4:22
3. "24 Turned 25" - 2:06
4. "Leaving Philadelphia (Arriving in Seattle)" - 3:13
5. "Chestnut Hill" - 4:50
6. "Stations" - 4:14
7. "Do I Really Have To?" - 2:37
8. "Remember the Things You Have Seen" - 3:02
9. "Saint Cecilla (Ode to Music)" - 3:20

## Singlar

### 24 Turned 25
1. "24 Turned 25"
2. "24 Turned 25" (live på WPRB)
3. "Sets of Keys" (alternativ mix)

## Personal
- Denison Witmer - sång, gitarr, producent, inspelningstekniker
- Edan Cohen - mixning, inspelningstekniker
- The Six Parts Seven - producent, gästmusiker
- Scott French - producent, inspelningstekniker